# Paul Tillman Smith
Paul Tillman Smith is een Amerikaanse muzikant (drums, percussie), orkestleider, songwriter en componist. Smith is een inwoner van Oakland (Californië). Hij heeft geschreven voor Pharoah Sanders, LaToya London en Phyllis Hyman. Hij is een van de medeoprichters van het Berkeley Junteenth Festival in Berkeley (Californië). Smith is de directeur van de Bay Area Jazz Society. Zijn platenlabel is Chump Change Records en zijn band is Park Place. Hij heeft meer dan 150 nummers geschreven en heeft met Levi Seacer jr. en Norman Connors aan vele platenalbums gewerkt.

## Biografie
Smith kreeg zijn eerste paar drumstokken op 4-jarige leeftijd van zijn vader George Smith. Zijn vader was drummer en stond bekend als Kansas City Smitty. Zijn vader trad op met Count Basie, Trumer Young en de Harlem Aces. Hij had zijn eerste professionele drumoptreden met blueslegende Lightnin Hopkins op 15-jarige leeftijd in de Continental Club in West Oakland, Californië. Ook werd hij op 15-jarige leeftijd door zijn moeder aangemoedigd om piano te spelen. Na het bijwonen van de middelbare school speelde hij met de rocklegende Steve Miller. De hippieband heette The Second Coming.
Op 19-jarige leeftijd verliet Paul T. Smith Oakland, Californië met bassist/percussionist Juma Sultan. Hij woonde in de kelder van het huis van zanger Richie Havens in de East Village van New York. Smith begon zijn muziekcarrière in 1967 als avant-garde jazzdrummer in de Lower East Side in New York. In die tijd was hij bevriend met jazzdrummer Norman Connors. Hij heeft opgetreden of opgenomen met vele muzieklegenden, waaronder John Handy Quarters, Abbey Lincoln, Dewey Redman, Faye Carol, Harold Land, Lorez Alexander, Odia Coates, The Head Hunters, Etta James, Jon Hendricks, Marlena Shaw, Gary Bartz, Reggie Lucas, Jimmy McCracklin, Richard Pryor, Bobby Lyle, Pharoah Sanders, Albert Ayler, Cecil McBee, Sonny Simmons, John Handy, Bobby Hutcherson, Merl Saunders, Ed Kelly, George Duke, Woody Shaw, Alice Coltrane, Bill Bell, Eddie Henderson, (jazzviolist), Michael White, Jackie McLean, Donnie Williams, LaToya London, Robert Stewart (saxofonist), Rosie Gaines, Levi Seacer jr., Rodney Franklin, Kenneth Nash en Khalil Shaheed. In de jaren 1970 en 1980 promootte Smith gratis concerten in Provo Park in Berkeley (Californië) en in Mosswood Park in Oakland (Californië), toen hij bij het muziek- en concertprogramma Alameda County Neighborhood Arts Program was.
Smith is samen met Sam Dykes en R.D. Bonds een van de mede-oprichters van het jaarlijkse Juneteenth-festival in Berkeley, dat een van de oudste, grootste en langstlopende African American Arts and Music-festivals in Noord-Californië is. Hij was ook regisseur van het Richmond Juneteenth-festival en het Oakland California Port Festival. Hij organiseerde ook het muziekprogramma voor het Appreciatie Day Festival van de stad Emeryville en het festival Vallejo Fourth of July. Hij heeft het Berkeley's Artspark Festival geleid. In 1977 nam Smith Sharing op met de band Vitamin E, samen met Bianca Thornton, bekend als Lady Bianca, en David Gardner voor Buddah Records. Sharing bestond uit Sly Stone & Frank Zappa, zang Lady Bianca en David Gardner. Het album Sharing werd geproduceerd door Norman Connors.
In 2001 won Smiths opname Crying for Love de Blues and Soul Magazines Award van het jaar. In 2002 richtte Smith de Big Belly Blues Band op. De naam van de band is ontstaan uit een bluesnummer, geschreven door Paul Smith en mede geschreven door Faye Carol in Oakland, Californië. In 2013 bracht Smith Bed Ballads uit als bandleider. Het album bracht zijn beste uitvoeringen samen over een periode van veertig jaar. De vocalisten en muzikanten op het album zijn hijzelf, Phyllis Hyman, Lenny Williams, Pharoah Sanders, The Brecker Brothers, Jon Faddis, James Gadson, Mtume, Bobby Lyle, Wah Wah Watson en David T. Walker. Het album is geproduceerd door Norman Connors.

## Discografie
- 1977: Sharing with Vitamin E (Buddah Records) band
- 2002: The Invisible Man (Chump Change Records)
- 2013: Bed Ballads (cd album)
- 2017: A Beautiful Heart (cd album)